# Alejandro Gómez Arias
Alejandro Gómez Arias (Oaxaca, 1903 – Ciudad de México, 3 de marzo de 1990) fue un orador, articulista y ensayista político mexicano.

## Biografía
Gómez Arias estudió en la Escuela Nacional Preparatoria, donde conoció a Frida Kahlo, con la cual mantuvo un noviazgo. Posteriormente viajó a Europa y al regresar estudió derecho en la Universidad de México. En 1928 ganó el concurso de oratoria que patrocinaba el diario El Universal. Perteneció al grupo estudiantil “Los Cachuchas”, con quienes realizó periodismo estudiantil. Incursionó en la política universitaria y fue elegido presidente del Consejo de Huelga en el movimiento que luchó por la autonomía universitaria en 1929. Se casó con Teresa Salazar Mallén. 
Colaboró en el proyecto de una radio universitaria, siendo director fundador de Radio Universidad, con la que la institución logró llegar a lugares apartados de México. Integró, con Vicente Lombardo Toledano y Narciso Bassols, el proyecto de creación del Partido Popular. Produjo más de quinientos artículos en la revista ¡Siempre!. A los 73 años, recibió el reconocimiento de la Universidad Nacional, siendo condecorado con el doctorado honoris causa.
Falleció de neumonía a los 86 años, el 3 de marzo de 1990, en un hospital de la Colonia Roma, en la Ciudad de México.